# Krkonošská vyhlídka
Krkonošská vyhlídka je vyhlídkové místo v Krkonošském podhůří na návrší vysokém 532 m n. m. v okrese Jičín v Královéhradeckém kraji.

## Charakteristika
Vyhlídka se nachází nad malou vesnicí Arnoštov asi dva kilometry na jih od městyse Pecka. Na vrcholu je místo dalekého rozhledu s výhledy na Krkonoše, Ještěd, Kozákov, Prachovské skály nebo Zvičinu. V roce 2014 byla na vrcholku postavena menší dřevěná rozhledna.

## Dostupnost
Krkonošskou vyhlídku protíná  modrá turistická značka vedoucí z Lázní Bělohrad do Pecky.